# Stromeyerite
La stromeyerite (simbolo IMA: Smy) è un minerale non molto comune appartenente alla famiglia dei "solfuri e solfosali" con composizione chimica CuAgS.

## Etimologia e storia
La stromeyerite fu descritta per la prima volta da François Sulpice Beudant (1787 - 1850), geologo e mineralogista francese e prende il nome dal chimico tedesco che eseguì le prime analisi chimiche sul minerale, il tedesco Friedrich Stromeyer (1776 – 1835), professore di chimica presso l'Università Georg-August di Gottinga (Germania).

## Classificazione
La classica nona edizione della sistematica dei minerali di Strunz, aggiornata dall'Associazione Mineralogica Internazionale (IMA) fino al 2009, elenca la stromeyerite nella classe "2. Solfuri e solfosali" e nella sottoclasse "2.B Solfuri metallici, M: S > 1: 1 (principalmente 2: 1)"; questa viene più finemente suddivisa in base alla composizione del minerale, in modo da trovare la stromeyerite nella sezione "2.BA Con Cu, Ag, Au" dove forma il sistema nº 2.BA.25.a come unico membro.
Tale classificazione rimane per lo più invariata anche nell'edizione successiva, proseguita dal database "mindat.org"; qui la stromeyerite rimane nelle stesse classe, sottoclasse e sezione, ma cambia il numero di sistema che, nella decima edizione, è il nº 2.BA.40, e che occupa insieme a mckinstryite.
Nella Sistematica dei lapis (Lapis-Systematik) di Stefan Weiß la stromeyerite si trova nella classe dei "solfuri e solfosali (solfuri, seleniuri, tellururi, arseniuri, antimoniuri, bismuti)" e nella sottoclasse dei "solfuri, seleniuri e tellururi con un rapporto metallo : S,Se,Te > 1:1"; qui è nella sezione dei "solfuri, seleniuri e tellururi con prevalenza di rame e argento/oro" dove forma il sistema nº II/B.06 insieme a brodtkorbite, eucairite, henryite, jalpaite, imiterite, mckinstryite e selenojalpaite.
Anche la classificazione dei minerali di Dana, usata principalmente nel mondo anglosassone, elenca la stromeyerite nella famiglia dei "solfuri e solfosali"; qui è nella classe dei "minerali solfuri" e nella sottoclasse dei "solfuri – compresi seleniuri e tellururi – con la composizione AmBnXp, con (m+n):p=2:1", dove forma il sistema nº 02.04.06 insieme a eucairite.

## Abito cristallino
La stromeyerite cristallizza nel sistema ortorombico nel gruppo spaziale Bbmm con i parametri di cella a = 6,62 Å, b = 7,94 Å e c = 4,06 Å, oltre ad avere 4 unità di formula per cella unitaria.

## Origine e giacitura
La stromeyerite è stata trovata nelle vene idrotermali, formate più comunemente da processi secondari, sebbene si formi anche come minerale primario; la paragenesi è con freibergite, bornite, calcopirite, galena e altri solfuri.
La stromeyerite è stata trovata in molti siti sparsi per il mondo, ma in quantità esigue, quindi in sé è un minerale piuttosto raro. Solo per citare alcuni luoghi di ritrovamento, si ricordano la sua località tipo, la miniera "Zmeinogorsk" (51.15464°N 82.18949°E) nel Zmeinogorskij rajon (Russia) e, sempre in Russia, ritrovamenti anche nel circondario autonomo della Čukotka, negli oblast' di Čeljabinsk, di Murmansk e di Magadan.
In Italia il minerale è stato trovato nelle miniere di "San Giovanni" presso Iglesias (Sardegna) e di "San Carlo" presso Fiumedinisi (Sicilia).
Ci sono stati altri ritrovamenti, solo per citarne alcuni, in Argentina, Brasile, Bolivia, Messico, Stati Uniti, Uzbekistan, Tagikistan, Kazakistan, Namibia e Marocco. In Europa sono noti, tra gli altri, siti in Germania, Svizzera, Francia, Regno Unito, Portogallo, Spagna.

## Forma in cui si presenta in natura
La stromeyerite forma cristalli prismatici, pseudoesagonali, di dimensioni fino a 5 mm; comunemente sono massicci e compatti.
Il minerale è opaco, con lucentezza metallica e colore grigio blu, blu scuro, grigio acciaio scuro o grigio acciaio. Il colore del suo striscio è grigio acciaio.

## Caratteristiche chimico-fisiche
La stromeyerite è solubile in acido nitrico (HNO3). Differisce dalla calcocite perché ha reazione chimica con l'argento.